# Vitry-en-Charollais
Vitry-en-Charollais là một xã ở tỉnh Saône-et-Loire trong vùng Bourgogne-Franche-Comté nước Pháp.
Sông Bourbince chảy qua xã này.

## Thông tin nhân khẩu
Theo điều tra dân số năm 1999, xã này có dân số 962.
Con số ước tính năm 2005 là 1.043 người.